# قرطاج (إلينوي)
قرطاج (بالإنجليزية: Carthage, Illinois)‏ هي مدينة تقع في الولايات المتحدة في إلينوي. يقدر عدد سكانها بـ 2,606 نسمة .

## أعلام
- فيرجينيا تشيريل
- أ. غيلبرت رايت
- ريب وليامز
- جورج كلارك
- لويس عمر